# Sormuunirschijn Daschdoorow
Sormuunirschijn Daschdoorow (mongolisch Сормууниршийн Дашдооров; * 1935 oder 1936 in Delgerchangai, Dund-Gobi-Aimag, Mongolische Volksrepublik; † 1999 in Ulaanbaatar, Mongolei) war ein mongolischer Schriftsteller.

## Leben
Er studierte zunächst bis 1955 Pädagogik in Ulaanbaatar. Dem schloss sich 1969 ein Studium der Literaturwissenschaften am Maxim-Gorki-Literaturinstitut in Moskau an. Danach war er als Chefredakteur tätig, von 1971 bis 1980 am Filmstudio Mongolkino, von 1983 bis 1995 bei der Zeitschrift Tsog.
Er verfasste Erzählungen, betätigte sich als Romanautor und schrieb auch ein Filmdrehbuch.

## Werke
- Erdene chairchany edsen chen be, (Wer ist der Herr des Erdene-Chairchan), Filmdrehbuch, 1958
- Gowijn öndör, (Giganten der Gobi), Roman, 1964
- Ulaaran baigaa tengerijn chajaa, (Abendrot), Erzählungen, 1967
- Ailyn chüüchen Aligermaa, (Aligermaa, das Nachbarmädchen), Erzählungen, 1973